# セプ・ファンマルク
セプ・ファンマルク（Sep Vanmarcke、1988年7月27日 - ）は、ベルギー、コルトレイク出身の自転車競技（ロードレース）選手。名は「セップ」、姓は「ファンマルケ」「ヴァンマルク」等とも表記される。

## 来歴
2010年、トップスポート・フラーンデレン - メルカトルに加入し、プロ転向。
- ヘント〜ウェヴェルヘム 2位

2011年、ガーミン・セルヴェロ（後のガーミン・バラクーダ）に移籍。
2012年
- オムロープ・ヘット・ニウスブラット 優勝。
- E3・ハレルベーク 5位

2013年、ブランコ・プロサイクリングに移籍。
- パリ〜ルーベ 2位

2014年
- E3・ハレルベーク 5位
- ヘント〜ウェヴェルヘム 4位
- ロンド・ファン・フラーンデレン 3位

2016年
- ロンド・ファン・フラーンデレン 3位

2018年
- オムロープ・ヘット・ニウスブラット　3位
- ドワルス・ドール・フラーンデレン　3位

2019年
- ツール・デュ・オー・ヴァル　区間優勝(第1ステージ)
- ブルターニュ・クラシック・ウエスト＝フランス 優勝

2021年、イスラエル・スタートアップネイションに移籍